# IC 3766
IC 3766 ist eine Spiralgalaxie vom Hubble-Typ Sab? im Sternbild Haar der Berenike am Nordsternhimmel. Sie ist schätzungsweise 763 Millionen Lichtjahre von der Milchstraße entfernt.
Das Objekt wurde am 27. Januar 1904 von Max Wolf entdeckt.